# シベリア抑留

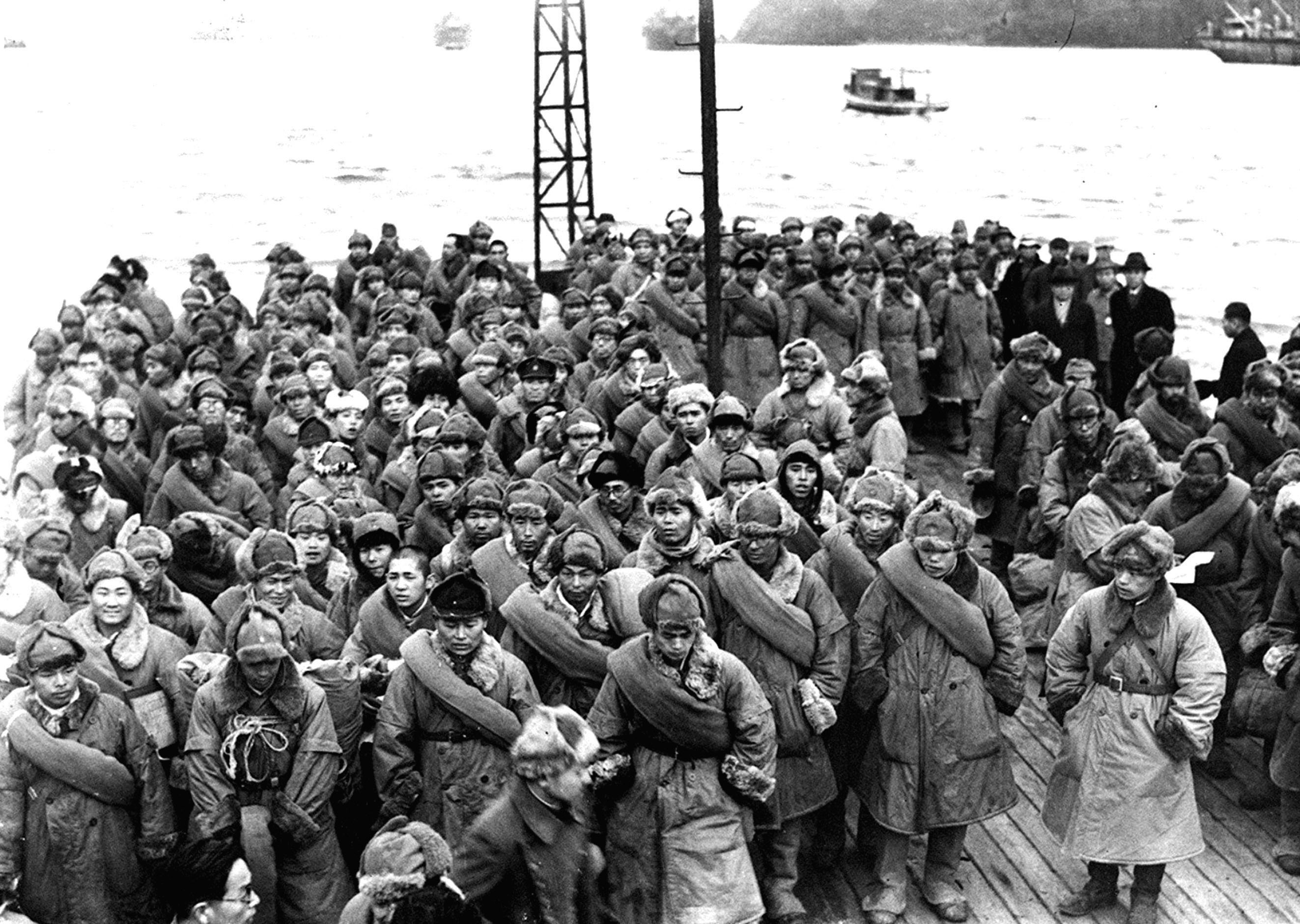
舞鶴港に上陸する、抑留からの帰還兵（1946年）

シベリア抑留（シベリアよくりゅう、英:The internment in Siberia）は、第二次世界大戦の終戦後、武装解除され投降した日本軍捕虜や民間人らが、ソビエト連邦（ソ連）によってシベリア、カザフ、キルギス、ウズベクなどソ連各地、モンゴル人民共和国（モンゴル抑留）などソ連の衛星国へ労働力として連行され、長期にわたる抑留生活、厳寒・飢え・感染症の蔓延る過酷な強制労働により多数の人的被害を生じたことに対する総称である。男性の被害者が多いが女性も抑留されている。
ソ連対日参戦によってソ連軍に占領された満洲、朝鮮半島北部、南樺太、千島列島などの地域で抑留された日本人は約57万5千人に上る。厳寒環境下で満足な食事も与えられず、苛烈な労働を強要させられたことにより、約5万8千人が死亡した。このうち氏名など個人が特定された数は2019年12月時点で4万1362人。これは全抑留者の約1割で、これは日本国内に連行されてきた連合軍捕虜の死亡率とほぼ同程度という。ただし、この死者の多くが初年目の冬に集中している。2年目からは待遇が改善されて、死亡率は大幅に減っている。但しアメリカの研究者ウイリアム・ニンモによれば、確認済みの死者は25万4千人、行方不明・推定死亡者は9万3千名で、事実上、約34万人の日本人が死亡したという。
このソ連の行為は、武装解除した日本兵の家庭への復帰を保証したポツダム宣言に反するものであるとして、日本側関係者からは批判される。ソ連の継承国であるロシア連邦のエリツィン大統領は1993年（平成5年）10月に訪日した際、「非人間的な行為」として謝罪の意を表した。ただし、ロシア側は、移送した日本軍将兵は戦闘継続中に合法的に拘束した「捕虜」であり、戦争終結後に不当に留め置いた「抑留者」には該当しないとしている。
シベリア抑留者の集団帰国は1956年に終了し、ソ連政府は1958年12月に「日本人の送還問題は既に完了したと考えている」と発言した。だがソ連占領下の南樺太で逮捕されるなどしてソ連崩壊後まで帰国が許されなかった民間人もおり、ソ連政府は日本政府による安否確認や帰国の意向調査を妨害し続けた。
「シベリア抑留」という用語が使われるようになったのは、1979年の「全国抑留者補償協議会」発足の時だとされる。
2015年、舞鶴引揚記念館が収蔵する抑留資料が国際連合教育科学文化機関の「世界の記憶」として登録された。

## 背景
ソビエト連邦では1920年後半頃から政治犯などの囚人に過酷な強制労働が課せられたが、これは労働力不足を補う側面もあった。スターリン体制下の1930年代以降は強制収容所（ラーゲリ）の数が爆発的に増加し、強制労働の対象となる囚人も増加した。
初期の労働環境は非常に劣悪であり、白海・バルト海運河建設などに動員された白海・バルト海強制労働収容所では1932年から1941年にかけての10年間で3万人近い死亡者を出し、死亡率が最も高い1934年には囚人の10.56 %が死亡した。
スターリンの捕虜観をあらわすエピソードとして、ポツダム会談でウィンストン・チャーチルが炭鉱労働者不足を嘆いた際に「ドイツの捕虜を使えばいい。わが国ではそうしている」と答え、4万人のドイツ人捕虜を本国に移送することをすすめた。ヤルタ会談ではかつてドイツが賠償支払いのための外貨を市場で調達したため、世界的な貿易不均衡を生み出した問題（トランスファー問題）を回避するため、賠償は外貨や正貨支払いではなく、役務や現物による支払いで行われることが合意された。この役務賠償の考え方は、捕虜の強制労働を正当化する理由ともなった。ソ連は1929年のジュネーヴ条約に加わっていなかったため、1931年以降独自規定として戦時捕虜の人道的な扱いを定めていたが、実際にはほとんど守られなかった。ポーランド侵攻以降獲得した各国人捕虜は389万9397人におよび、1949年1月1日の段階で56万9115人が死亡し、54万2576人が未帰還のまま抑留されている。
これらの捕虜の多くは内務人民委員部等の各省庁に貸し出され、その監督下で使役された。特に独ソ戦で捕虜となったドイツ人の死亡率は高く、スターリングラード攻防戦での捕虜6万人のうち、帰還できたのはわずか5千人であった。

## 経緯

### ソ連軍侵攻と停戦
第２次世界大戦末期の1945年（昭和20年）8月9日未明、ソ連は日本に対して、日ソ中立条約を破棄して宣戦布告をし、日本の実質的支配下にあった満洲帝国との国境に展開する174万人のソ連極東軍に命じて、満洲および当時日本領だった朝鮮半島北部に軍事侵攻した（ソ連対日参戦）。
8月10日には、モンゴル人民共和国も日本に対して宣戦布告した。日本は8月14日に中立国を通して降伏を声明したが、ソ連は8月16日には日本領南樺太へ、8月18日に千島列島へも侵攻して占領した。樺太では直後に、千島の占守島では8月22日に、日本から停戦命令が下り、降伏した。
これらの行動は、ソ連と米英のヤルタ会談に基づくものであった。当時非公開であったヤルタ秘密協定では、ソ連に対して対日参戦の見返りとして日本からの南樺太の返還とクリル諸島の引き渡し、満洲においては旅順租借権の回復および大連港や中東鉄道・南満洲鉄道に対する優先的権利の認定が記されていた。ソ連軍占領地域の確定過程としては、日本降伏直後の8月15日にトルーマンから日本軍が極東ソ連軍に降伏する範囲として満洲、朝鮮半島北部、南樺太とする旨がマッカーサーとスターリンに打電され、8月16日にスターリンが千島列島と北海道の北半分(釧路と留萌を結ぶ線の北東側)を含めることを提案、8月18日トルーマンが千島列島分についてのみ同意し、北海道北半分については拒否して決着した、というものである。
日本がポツダム宣言を受諾したのち、8月16日には大本営から即時停戦命令が出たため、満洲を管轄していた関東軍総司令部は停戦と降伏を決定した。8月17日に派遣された皇族・竹田宮恒徳王が新京に到着し、8月18日には満洲帝国が滅亡したため、関東軍総司令官山田乙三大将とソ連極東軍司令官アレクサンドル・ヴァシレフスキー元帥は8月19日に東部満ソ国境ハンカ湖の近くで停戦交渉に入り、8月26日頃にはソ連軍との全ての戦闘が終わった。
満洲では停戦会談によって、武装解除後の在留民間人保護について、一応の成立を見たが、ソ連軍がその通りに行うことはなかった。日本軍崩壊後の民間人は何の保護も得られず、多くの被害が出た。また捕虜の扱いについては一切言及されなかった。

### 抑留の決定
スターリンは8月16日には日本人を捕虜として用いないという命令を内務人民委員ラヴレンチー・ベリヤに下していたが、8月23日にはこれを翻し、『国家防衛委員会決定 No.9898』に基づき、日本軍捕虜50万人をソ連内の捕虜収容所へ移送し、強制労働を行わせる命令を下した。

#### 関東軍密約説
ソ連軍がポツダム宣言に抵触しかねない、このような措置をとったことについて、関東軍とソ連側との間に、関東軍兵士の労役負担をもって日本国のソ連への賠償に代えるとする密約があったのではないかという声が長らくあった。
8月26日に関東軍総司令部は「軍人、満洲に生業や家庭を有するもの、希望者は、貴軍の経営に協力させ、そのほかは逐次内地に帰還させてほしい。帰還までは極力貴軍の経営に協力するよう使っていただきたい」という内容の『ワシレフスキー元帥ニ対スル報告』を作成した。この報告書は、関東軍参謀だった草地貞吾の述懐によると、草地が関東軍の山田乙三総司令官と秦彦三郎総参謀長の決定を受けて作成し、ソ連側に送付したものだという。
同日、「大陸方面二於テハ在留邦人及武裝解除後ノ軍人ハ『ソ』聯 ノ庇護下二滿鮮二土著セシメテ生活ヲ營ム如ク『ソ』聯側二依賴スルヲ可トス」ことを記した『關東軍方面停戰狀況二關スル實狀報告』が作成されソ連側に送付された。この書類を作成したと噂された大本営参謀の朝枝繁春は、身に覚えがない、偽造されたものだと主張していた。その後、フェデンコの朝枝との面談に関する電文報告書があきらかになった。これによれば、在留邦人や軍人を全て満洲・朝鮮に残すといった内容ではなく、①米ソの離間を策すこと、②将来の帝国の復興再建を考えて為るべく多くの日本人を大陸に残しそのためには国籍変更も可とするというものであった。これであれば、朝枝も不本意ではなかったのか、当時日本では在外邦人を全て受け入れることは困難と判断されたためとして（実際に飢餓が起こることが懸念されていた）、この報告書をついに認めた。
ソ連軍との停戦交渉時に日本側とソ連側との間で前記密約が結ばれ、日本側が捕虜の抑留と使役を自ら申し出たのではないかという疑惑が、全国抑留者補償協議会（全抑協）会長の斎藤六郎や、近代史専門のノンフィクション作家保阪正康らによって主張されていた。この交渉に同行した瀬島龍三は、停戦協定を結んだヴァシレフスキーと秦には密約を結ぶ権限はなかったと反論していた。しかし、停戦にあたってロシア語を解さない瀬島参謀がロシア側との会談に同席していたり、瀬島が大本営に打電した電文に欠落があったりしたこと等から、瀬島自身が密約の提案者ではないかと疑念を指摘されることも多かった。1993年7月6日グラスノスチやソ連崩壊の流れの中でロシア公文書館から終戦時の関東軍文書が大量に現れたことをモスクワ共同通信は伝えた。この中に、瀬島からのソ連軍への日本人使役の申し出も含む陳情書があった。内容的には、困苦の予想される冬を控え、まず人命の観点から約3万人と見られる入院患者を冬までに帰し、次いで希望者や満洲に生業のある者を除き一般居留民を、最後に希望者や満洲に生業や家庭を有する者を除き軍人を逐次帰して欲しい、入院者以外は残留する者や帰国を待つまでの間の者についてはソ連軍運営に協力させてさしつかえないというものであった。この文書自体には、一部で言われていたような日本軍兵士の労務と賠償金を交換にするといった提案は直接には見られない（文面からは、むしろ彼らを従来の職場に復帰させることで、これまで扶植した日本の勢力を維持させようとしていた節が窺える。）。

#### 北海道代償説
8月16日にスターリンは、ヤルタ協定で約束されていた千島列島・南樺太の占領のみならず、日本敗戦直後に米大統領ハリー・S・トルーマンに連絡し、北海道の分割占領（留萌町（当時）から釧路市を結ぶ線の北東側と両市町を占領）を申し入れた。「日本によるシベリア出兵によってソ連は占領されたため、ソ連も日本の領土を占領しなければ、国民の怒りが収まらない」という理由であった。
しかし、トルーマンはこれを一蹴した返書を8月18日に送った。このため「北海道の代償として捕虜をシベリアに送った」という説があるが、8月23日に決定された『国家防衛委員会決定 No.9898』は非常に細かい内容であり、トルーマンからの回答後に作られたとは考えにくい。
政治記者の細川隆一郎は、スターリンは北海道を侵略する気であり、それを察知したトルーマンは、スターリンに「もし、ソ連軍が北海道に侵略するようなことでもあれば、残りの原爆をモスクワに投下する」と警告し、スターリンは北海道侵略を諦めたものと、自身の考えを主張している。

### 移送
占領地域の日本軍はソ連軍によって8月下旬までに武装解除された。この際、多数の死傷者が出たという。また、このとき、日本人捕虜は内地への帰還を望んだが、ソ連軍は復員を認めず、既に離隊していた男性も強引に連行した。
日本人捕虜は、まず満洲の産業施設にあった工作機械を撤去してソ連に搬出するための労働に使役され、のちにソ連領内に移送された。9月5日の山田ら関東軍首脳を手始めに、日本軍将兵、在満洲民間人・満蒙開拓移民団の男性が続々とハバロフスクに集められた。彼らは日本に帰れることを期待していたが、ソ連は捕虜を1,000名程度の作業大隊に編成した後、貨車に詰め込んだ。
行き先は告げられなかったが、日没の方向から西へ向かっていることが貨車の中からでも分かり、絶望したことが伝えられる。また、この時抑留された捕虜の証言によると、ソ連兵は「ダモイ」（帰れるぞ）と叫び、捕虜を貨車に乗せたという。

#### 抑留被害者の総数
日本の厚生労働省は、抑留された日本人の総数を57万5000人、うち5万5000人程度が死亡したとしている。一説には70万人近くが移送されたと言われ、最高数としては200万人以上との説がある。モスクワのロシア国立軍事公文書館には約76万人分に相当する量の資料が収蔵されている。

#### 移送先
- コムソモリスク・ナ・アムーレ
- ハバロフスク
- シベリア
- ブラーツクダム
- ナヴォイ劇場
- タシケント
- ナホトカ
- エラブガ

シベリア以外にも、中央アジア、カフカス地方、バルト三国、ヨーロッパロシア、ウクライナ、ベラルーシなどソ連領内各地のほか、ソ連の衛星国だったモンゴル人民共和国でも抑留と強制労働が行なわれた。日本の厚労省によると、「病弱」等の理由で、ソ連国内から、ソ連軍が進駐した旧満洲や朝鮮半島北部に送られた日本人が約4万7000人いる。その後、旧満洲は国共内戦を経て中国共産党が制圧して中華人民共和国の一部となり、朝鮮半島ではソ連の支援を受けて朝鮮民主主義人民共和国が成立し、戦後日本を含む西側諸国と分断され、詳細は不明な部分も多い。両地域では日本の敗戦直後、日本軍民はソ連軍だけでなく地元住民からも襲撃対象となった（「二日市保養所」「中国残留日本人」参照）。
ソ連側の史料が全面提供されない中、厚生省援護局（現：厚生労働省）によってまとめられた地図によれば、ソ連国内70か所超の収容所において抑留日本兵が強制労働に従事させられた。地図類をまとめる。日本政府による遺骨収集がソ連国内数か所において許可されており、その進展によってより正確な収容所の位置、抑留者数、死亡者数が解明されることと期待される。
宮脇淳子は「シベリア抑留」という言葉について、実際にはシベリア以外にも抑留されていたことから、正確には「ソ連抑留」あるいは「共産圏抑留」と言うべきとしている。

### 収容所での生活
シベリア抑留では、その過酷で劣悪な環境と強制労働が原因で、厚生労働省把握分では抑留者全体の1割にあたる約6万人の死亡者を出した（犠牲者数に関しては後述）。これは日本軍における太平洋戦争中の捕虜の死亡率とさして変わらないとの話もあるが、問題はそのほとんどが最初の1年目に集中しているという。収容所暮らしそのものの過酷さは多く語られるものの、反面、日本兵どうしのリンチ等を別として、ソ連兵らから陰惨あるいは執拗な虐待を受けたといった話は意外と少ない。また、中央アジア南方などの気候の温暖な地域では暮らしは必ずしも過酷なものではなかったという。
とはいえ、シベリア抑留者の圧倒的多数が送られた地域は、冬には日本人が経験のないような酷寒となる地域であった。ここで、独ソ戦後の再建を図るソ連は木の伐出しを主に、その他建設作業等の労働に日本兵を使うことになった。カラガンダ収容所のように地場産業（炭鉱）の労働力に利用されてる例もあった。
長勢了治は、飢餓・重労働・酷寒が三重苦で、なかでも飢餓こそが最大の問題で、あとの二つがこれに加わって死者を出したとする。長勢は、本来のソ連収容所の給食基準にしたがって糧食が出されていれば、もっと重労働や酷寒にも耐えられ死者も減っただろうとする。実際には初めから十分な糧食が送られていなかった、収容所内のソ連側管理者によるピンハネなどで十分な給食がなされなかったというのである。栄養不足と寒さから朝になると寝ていた者が死んでいたとの話も多い。また、酷寒の中で木を伐り出した際、倒木のときには合図を送り合うことになっていたが、酷寒と餓えのために十分な声が出せない、体が十分に動かせない等のことで倒木事故に遭うこともあったと伝えられる。（なお、事故に遭った者が病院に送られ、きちんとした治療を受けたという話は帰還者からも語られることがある。）
死亡者の8割は初年度の冬を超えるまでに亡くなったとも言われる。この初年度の死亡率の高さにはソ連側も驚いたとされる。ソ連は対ソ戦で多数の労働人口を失っており、彼らも日本軍兵士らを労働力として期待していたのである。ロシア人らは自分らと同等もしくはそれ以上に食料を与え、同じ寒さの中で働くのに日本人の犠牲者が多いことを訝っていたという話もあり、長勢は慣れない黒パンと雑穀などが日本人に合わなかったと見ている。いずれにせよ、食料の問題は死亡率の高さから改善され、二年目からは死亡者は激減している。
共産主義の教育が定期的に施され、もともと共産主義的だったり、日本共産党の隠れ党員だったりした捕虜が大手を振い、また「教育」によって感化された捕虜も多数いる。新聞として『日本しんぶん』が発行された。
共産主義者の捕虜は「民主運動」を行い、革命思想を持たない捕虜を「反動」「前職者」と呼び、「反ソ分子」の執拗な吊し上げや露骨な暴行を行った。彼らの中には捕虜達からシベリア天皇と呼ばれた者もいる。有名な者には浅原正基、袴田陸奥男がいる。
「民主運動」による批判・糾弾活動も当初は、旧軍隊時代やその支配体制がまだ残っていた初期の収容所で下級兵士らを虐待したり、地位を利用し食べ物の上前をはねる等の不正を働いていた将校・上級下士官等が対象であったが、次第に対象は拡大、事実上ささいな理由を見つけて行う等無差別化、あるいは「革命」や「階級闘争」に引込むため、あえて兵卒や下級下士官に将校や上級下士官を糾弾させることもしばしばあり、自身が新たな批判・糾弾の対象とならないため、心ならずも競争するかのように「民主運動」に参加した者も多かったとみられる。一方、志位正二などソ連のスパイとなり、戦後日本で諜報活動を行った者もいる（ラストヴォロフ事件も参照）。
当初は収容所側は多くがノルマ達成のため、統制に都合が良いとみて元日本軍の旧階級による上下構造の温存を事実上認める措置をとっていた。しかし、1947年1月頃から一部収容所で闘争的な民主運動が起き、ソ連側もこれが寧ろ利用できると考えたのか、やがて他の収容所でも民主運動を後押しする方向に転換している。シベリア抑留での死者は大部分が1年目の最初の冬に集中していて、富田武は、このときが転機で、兵士らが飢えと重労働に苦しむ中で将校らは労働は免除され食物は兵士より恵まれ、旧軍隊そのままに兵士らを虐待していたことで不満が昂じ、（穏健な形のものからだったが）民主化が始まったとする。死者数の多さに驚いたソ連側により収容者の待遇自体は改善が図られ、死者数は減少したが、一方で、将校・上級下士官らの虐待・しわ寄せが下級兵士らの死亡を招き、作業効率を妨げていることに気付いた収容所によって将校らと下級兵士らの居住分離が行われ、将校らによる支配統制が及びにくくなった。そのため戦闘的な民主運動は2年目の冬の1947年1月に入った頃から始まり出している。
なお、抑留中、2年目の冬以降にも多数の死者が出た事件として知られるものに「暁に祈る」事件がある。この事件は、自分に任せれば基準ノルマを超える成果を達成してみせると、自身を収容所側に売り込み、抑留者らの隊長となった旧日本軍下士官（元憲兵曹長）によって引き起こされている。この事件はソビエト・モンゴル地区で起こっており、モンゴル地区では民主運動はなかったという。
共産主義の労働ノルマに対する報酬、資本主義との違いゆえ、捕虜達の中にはストライキを起こした例もあり、小峰国保は不当に仕事量を増やされていたことが発覚し、待遇は後に改善されたと記す。
収容所内で病死した兵士の遺骨を故郷に送り届ける目的で、旧上官や戦友の兵士が遺体の一部や遺髪を小箱に保管する事例があったが、ソ連側はこの風習を不衛生で魔術的な残虐行為と罵り、所持品検査で発見次第、全て廃棄させ、日本側の説明にも理解を示すことはなかった。

### 他ソビエト共和国へのさらなる移送
シベリア抑留者の、他ソビエト共和国へのさらなる移送も行われた。

#### ウクライナ
ウクライナのザポリージャへ1200人が移送させられて、ドイツ抑留者とともに、戦争中に破壊された水力発電所の修復に当たった。

#### ウズベキスタン
ソビエト連邦構成共和国の一つであったウズベク・ソビエト社会主義共和国では、約23000人もの日本人捕虜が現在のウズベキスタンの地に強制連行され、そこで強制労働させられた。公式データによると、3000人から5000人もの日本人捕虜はダムや水力発電所、ベカバードからタシュケント迄の運河の建設を命じられたという。
彼らは掘削機が無い中、ウズベク人、ロシア人、ドイツ人と共に厳しい肉体労働を強いられ、土壌は手で整備しなければなかった。実際に配給を行ったボキ神父によれば「彼らは毎日3食たった600グラムのパン一つしか与えられなかった中、懸命に働いた。」と彼らの勤勉さを大いに評価した。タシュケントのナヴォイ国立劇場側面では、その顕彰碑を今でも見ることができる。

### ハバロフスク裁判
1949年12月に戦犯裁判としてハバロフスク裁判が行われ、関東軍司令官の山田乙三や731部隊等が裁かれた。ボンダレンコはこのハバロフスク裁判について国際法違反だと述べている。
この頃、その他に日本軍や満州国の元高官、スパイ活動・ソ連研究・生物化学兵器の研究に関与した人など2千数百人裁かれ、彼らはイワノボやハバロフスクの収容所に入れられた。これらは、通常の収容所と異なり戦犯捕虜収容所とも呼ばれ、収容者は有期刑を受けた戦犯として扱われた。1950年4月ソ連が抑留者帰還は完了したと発表して一方的に帰還を打ち切ったことにより、彼らは引き続き抑留されることとなり、「長期抑留者」とも呼ばれた。日本帰還は1953年12月に再開したものの、半数近くは1956年の日ソ国交回復まで残され、最終的には刑期未了の者も含めて同年12月の日ソ共同宣言の発効により帰還することとなった。

### 日本側の対応
1945年（昭和20年）11月になって日本政府は関東軍の軍人がシベリアに連行され強制労働をさせられているという情報を得る。1946年（昭和21年）5月、日本政府はアメリカを通じてソ連との交渉を開始し、同年12月19日、ようやく「ソ連地区引揚に関する米ソ暫定協定」が成立した。これにより長期抑留者と呼ばれた約2600人を除く大部分が1949年までに送還された。ここで、協定が日ソ間ではなく、米ソ間になっているのは、日本がサンフランシスコ平和条約により主権を回復する1951年より前であり、連合国の占領下にあったためである。

#### 高良とみのハバロフスク訪問
1952年（昭和27年）に緑風会の高良とみがハバロフスク収容所を個人の立場で訪問した。正規の手続きを踏まない、いわばヤミでの訪問で、国会の反対派政治家からは罰則はないものの許してよいのかという声も挙がる訪問であった。この当時、収容所収容者は全て正規の戦犯裁判（ただしソ連によるもの）を受け有期の刑で収容されている戦犯のみとなっていた。この訪問に関し、稲垣武は、収容所側による工作が行われ、健康な者は営外作業に出され、重症患者は別の病院に移されるなどして、ベッドに起き上がった見るからに元気そうな患者に面会しただけだとし、高良の「他の収容者はどうしたのか」との問いに対し、所長は平然と「日曜日なのでみな魚釣りか町へ映画を見に行った」と答えたとしている。ただし、新聞に載った高良の帰国後の報告によれば、健康な収容者らには新市街建設工事に出ていて会えず、19名が収容所内の病院に入院していて18名と面会、多くが老人で脳溢血で入院していたとなっている。なお、病院には若者もいて、彼はいったん名前を書いた紙を高良に渡したものの、（つい戦時中までは捕虜になることは恥だとされていたため）家族にやはり知られたくないと高良から手紙を取り返している。

#### 議員団の公式訪ソと収容所訪問
1955年（昭和30年）国会議員団が平和友好、国交の回復、抑留者の訪問・慰問を目的とするソ連訪問を行った。ハバロフスクの収容所訪問も交渉していたものの同収容所の公式訪問はこれまで認められたことがなかったため、イワノボの収容所を訪問した段階で自由民主党の議員らは目的を果たしたので引揚げたいとの意見で先に出発した。ところが、ハバロフスク収容所訪問も認められることになったため、急遽ハバロフスク収容所も訪問可能になった旨を帰路中の自民党議員団に向けて電報を打ち、社会党左派らの国会議員らは現地に着いたものの、自民党の議員らは結局姿を現さず、その場にいたメンバーだけで収容所の視察が行われた。
稲垣武によれば、地元ごとに収容者らが議員と懇談し手紙を書いて渡しているさなか、団長の野溝勝衆議院議員は全国区議員だったため所内を見回り、品数豊富な売店で所長から日本人はこういうものを買っていると説明されたものの、ロシア語が分からず、居合わせた朝鮮人収容者に通訳してもらい、その際、通訳は所長が日本語が分からないことに乗じ、それはデタラメで品物は昨日運び込み、議員らが帰れば片付けられるといったところ、苦笑したといい、また、炊事場を視察した戸叶里子衆議院議員は調理場の鍋にあったカーシャを味見して思わず「こんな臭い粥を、毎日食べておられるのですか」と炊事係に小声で聞いたとする。ただし、両名自身はこのような話をしておらず、稲垣はその点を彼らは異なったトーンの話をしていると批判しているのだが、ではいったい誰がこのような現場を見てこの話をしたというのか、稲垣の話では全く不明である。
収容者らは訪問団にタバコの空き箱まで利用してあり合わせの紙に家族らへの手紙を書いて渡し、その数は9百数十通あった。その中には、過酷な状況で労働を強いられていた収容者らがその現状を家族以外の者へ訴える手紙もあった。団長の野溝勝らは日本に帰国したとき、「"戦犯"たちの待遇は決して悪くはないという印象を受けた。一日八時間労働で日曜は休日となっている。食料は一日米三百グラムとパンが配給されており、肉、野菜、魚などの副食物も適当に配給されているようで、栄養の点は気が配られているようだった」と自身の印象を語り、それが報じられた。

#### ハバロフスク収容者の預かり手紙と栄養状態をめぐる問題
同年12月収容者の一部が帰国し、同月衆院の引揚委員会で証言を行った。そこで、証言者より、未帰還の者数名から「新聞に掲載するなりして我々のために交渉を誤らないよう国民大衆に自分らの祖国愛の精神を伝えて欲しいとの思いで手紙を議員団に渡した」「くれぐれもそれが伝わっているか確認して欲しい」と頼まれたとの発言があった。これらの手紙は（日本代議士殿、議員各位殿、日本青年といった）一般的な宛名であったという。その結果、それらの手紙はどこへ行き、発表はどうなったのか、野溝らは都合の良いことだけを発表し、不都合な手紙を握り潰したのではないかとの声も上がり、自由民主党の木村文男、臼井莊一は、海外同胞引揚及び遺家族援護に関する調査特別委員会で同年12月以降、視察団団長の野溝勝や社会党関係者らにたびたびこの点を質した。野溝らによれば、手紙・遺品等は帰国したとき押寄せた家族らに名簿と照合しながらその場で渡し、また、家族以外の者への手紙は5～6通ほどあったといい、社会党関係者らによれば『日本週報』で報告したり、赤十字で読み上げてもいる、その後、残った手紙は（家族らが受取に来られるように）野溝の事務所で記者も含め自由に閲覧できるようにしていた、受取人の出て来ないものは最終的に引揚局や関係機関に渡したとする。自由民主党の議員は、ガリ版印刷してでも全議員と三大新聞くらいには渡すべきであったと主張した。結局、委員長の下へは6通の手紙と1通の死亡者リストが集められたが、その中には、第5次引揚者が出した報告によれば、渡したはずとされた「日本代議士殿」を宛名とする手紙がなかった。両者の最終的な主張は、それぞれ以下の通り。
野溝勝：①別にそれらの手紙のことを隠したわけではない。手紙のことは他の議員にも新聞記者にも話している。②取材は雑踏（正確には、特別待合室。ただし、収容者家族が押しかけ、議員団は一時モミクチャになる状態だった。）の中で、中国との賠償問題、貿易問題、領土問題、漁業問題等を新聞記者と多岐にわたって話したもので、手紙についても一括して語っている。③隠したのではない証拠に、現に週報で手紙について載せ、問題となっている事項についても触れたものがある。④家族に渡せなかった手紙は援護局や引揚者関係者に、その他の預かった各種書類については政府に渡している。⑤栄養状態が良かったというのは、「思ったよりは」という意味で言ったものだ。
木村文男、臼井莊一：①手紙は、収容者が血の叫びで日本国民に知らせてくれという思いで渡したものべきだ。であれば、内容をそれなりの方法で自分ら（引揚委員会委員）に知らせるなり、国会で報告するなりすべきだった。単に、自身の演説で公表した、関係者に渡した・政府に渡したということで済ませてよいものではない。②収容者の栄養状態は良かったようだというが、同時に自身で、ソ連で起こりがちなことであるが冬は生野菜の不足が起こりがちだと報告している。実際に、帰還者らの健康診断では野菜不足からのビタミンB不足によると思われる高血圧・中風等の血管系の症状が多い。これは栄養状態が良いという事にはならない。
読売新聞は、同社へ投書があったため上記国会経緯について調査を行ったとして、1956年3月その結果を報じた。読売新聞は、野溝が発表のしかたが悪かったことを陳謝したとも聞こえる発言をしたことで、この問題は国会ではケリがついたとしながらも、委員会に提出されていないと思われる手紙がまだ一通あり、その点に釈然としていない自民党議員がいるとして、その手紙内容を紙面で紹介した。これは自民党議員がある雑誌に載っていたとして委員会で紹介した文面である。この手紙は本当に渡されていたのか、存在したとしても、本当に発表されたような文面だったのか、紛失しただけなのか、意図的に握り潰されたのか、あるいは、存在自体が捏造され訪問議員らが陥れられたのか、決着はつかないまま終わった。

## 帰国
1947年（昭和22年）から日ソ国交回復する1956年にかけて、抑留されていた者が合計47万3千人の日本への帰国が行われた。
1949年（昭和24年）5月20日、ソ連政府は本年5月から11月まで全員引き揚げるだろうと発表。その数を9万5千人とした。この時点で連合国軍最高司令官総司令部（GHQ）と日本政府が把握していた抑留者数は、約40万8700人としており食い違いが生じた。
発表後の同年6月27日、約2000人を引揚者を乗せた「高砂丸」が舞鶴港に入港。引揚者は歓迎を受けたが、同年7月2日には引揚者約240人が日本共産党に入党したほか後続船の引揚者による上陸拒否、警察官との間で騒擾を起こすなどの行動が見られるようになった。同年8月11日には引揚者の秩序保持に関する政令が公布された。
1950年頃から読売新聞記者の取材やハバロフスクの『日本新聞』初代編集長であった小針延二郎の公表をもとに、シベリア抑留帰還者らの中には、ソ連に忠誠を誓わされスパイ活動をすることを約して日本に帰還した者が「幻兵団」として潜んでいて、その数は数千とも数万ともつかないとのキャンペーンが読売新聞によって行われた。結局、確定的といえるほどの証拠や証言が出てくることもなく、そのまま尻すぼみに終わっている。
その後、ソ連のために諜報活動を行ったとして、鹿地事件において三橋正雄が自首（三橋事件）、ラストボロフ事件において志位正二がそれぞれ自首、それぞれ早く帰国したいためソ連当局者に誓約書を書いたと告白し、読売新聞はこれを「幻兵団」の一環として報じている。しかし、三橋によれば、「幻兵団」とは日本人が勝手に脅えているだけで自身はソ連に従う義理は感じていなかった、自分のような無線連絡役であれば五人といないだろうとし、志位によれば、帰国して寧ろ残留者の引揚促進活動に取組むつもりだったが、引揚げた舞鶴港で米軍の民間情報部の者が帰国者の主だった者を集めて暴行し情報をとろうとしているところを目撃する等、米軍のやり方に疑問を感じスパイになることにしたと、語っている。
1950年（昭和25年）には、一部の引揚者の帰国が遅れたのは日本共産党書記長徳田球一が要請したからだとして、国会で問われた徳田要請問題が起こった。
1956年12月12日ソ共同宣言の発効により、イワノボ、ハバロフスクの戦犯捕虜収容所に残っていた抑留者も刑期未了の者も含めて帰国。個別事情によるものを除いて、一応の帰国事業が完了したとみられる。
帰国した抑留者は差別されることもあり、抑留者であったことを隠し体験を語らなかった者もいる。

### 中華人民共和国への移管
最長11年抑留された者も居れば、日本に帰国すれば共産主義を広める活動をすると収容所でソ連側に誓い念書し、早期に帰国した〈念書組〉と呼ばれる者、満洲国皇帝であった愛新覚羅溥儀やその弟愛新覚羅溥傑、満洲国国務総理であった張景恵など満洲国の要人らと共に1950年代に戦犯とみられた者は中華人民共和国に引き渡され、撫順戦犯管理所などに収容される者もおり、そこでは認罪と呼ばれる戦争犯罪の自白を迫られる活動が行われ、これを一種の洗脳と見る者も多い。

### ソ連への残留
また、ソ連当局の勧誘を受け民主運動に関係したり、日本に身寄りがなく帰国しても行くあてがなかったり、現地の人間と恋仲になったりなどして帰国せずにソ連に残留して帰化した例もある（川越史郎など）。また、ソ連側から帰国を認められなかった例もある（蜂谷彌三郎）。ソ連に留まった総数は約1千人とみられ、2017年（平成29年）時点でもロシア北西部レニングラード州に、満洲国軍元軍曹で北海道出身の田中明男が存命であることが明らかになった。田中の回想によると、1950年代に入って抑留者の日本帰国が本格化すると、収容所幹部が「末端の兵士以外は、帰国すれば裏切り者として迫害（抑圧）される」と残留を勧めるようになり、信じて残留を決めた者もいたという。

## 犠牲者数
ソ連側（現ロシア政府）はこれまでに約4万1千人分の死者名簿を作成し、日本側に引き渡している。従来、多く語られる場合の死者数は約6万人とされている。もともと関東軍の兵員が南方に移送されて大幅に減少し、それを満洲在留の民間邦人を召集して穴埋めしていったことが問題を分かりにくくしている。なお、アメリカの研究者ウイリアム・ニンモによれば、確認済みの死者は25万4千人、行方不明・推定死亡者は9万3千名で、事実上、約34万人の日本人が死亡したという（ただし、この数は単なる満洲引揚途上あるいは引揚待ちの死者らとの区別が不明である。）。
シベリア抑留中にソ連の軍事法廷で日本人144人が銃殺刑の判決を受けたことが判明しており、うち33人への執行が確認されている（79人のその後は不明）。
日本の厚生労働省は2019年（令和元年）現在でも、ロシア連邦などから提供された新たな資料を基に、旧ソ連や満洲での死亡が判明した日本人の氏名等の名簿更新を続けている。

## 収容所での待遇差・国際法
抑留初期の収容所には旧軍制度がそのまま持ち込まれた。旧軍時代の階級に基づいた待遇差差と将校特権が大手を振ってまかり通ったため、下級兵士は「兵隊地獄」と「強制労働地獄」の二重の苦しみの淵にあえぐことになった。背景には、将校は国際法によって、捕虜労働を免除が規定されていたことにある。
シベリア抑留中の死亡率は、圧倒的に将校より下士官・兵卒が高い。元ジャーナリストの白井久也によれば「将校は旧軍時代と同様に、兵隊に対して宮城遥拝、軍人勅諭の奉唱、軍隊式の敬称・敬礼や当番兵サービスを強要、配給食料のピンハネを行い、些細なことで私的利裁の雨を降らした。揚げ句の果ては帯剣の代わりに棍棒を持って、作業現場で兵隊にノルマの超過達成を求める鬼のような現場監督と化し」、そのことが下士官以下の死亡・未帰還率の高さに影響したのだと主張している。

## 賃金未払い問題
国際法上、捕虜として抑留された国で働いた賃金と、捕虜の給養費は捕虜所属国の負担となっており、この慣習はハーグ陸戦条約などで確認されているが、日本政府はハーグ会議でもこの規定採用に反対していた。
国家賠償訴訟
シベリア抑留を巡っては、日本全国で4件の国家賠償訴訟が行われている。このうち、京都地裁では2009年（平成21年）10月28日に、「国による遺棄行為は認められない」などとして、原告の請求を棄却する判決が出された。
シベリア特措法
旧ソ連、シベリアやモンゴルで強制労働させられた元抑留者に対し、1人25万から最高150万円を一時金として支給する、「戦後強制抑留者に係る問題に関する特別措置法（シベリア特措法）」が、2010年（平成22年）5月21日に本会議で可決。法案は抑留された期間に応じて、元抑留者を5段階に分類。独立行政法人「平和祈念事業特別基金」の約200億円を財源に支給される。この件は2010年（平成22年）5月20日の参院総務委員会で佐藤泰介委員長により提案された。

## 慰霊・追悼

### 遺骨収集事業
冷戦終結後に、ロシア側から収容所や墓地の所在地リストが日本政府に手渡されたことに基づき、厚生省（現：厚生労働省）や民間の遺族団体などによって、遺骨収集事業が進められ、遺骨のDNA型鑑定などによって2010年（平成22年）までに約828名の身元が特定され、遺族に引き渡された。その後、2019年に厚労省は1999年から2014年の間に戦没者の遺骨の収集事業で、終戦後にシベリアに抑留されて死亡した日本兵の遺骨約650人分を国内に持ち帰ったが、2018年に専門家の指摘を受けて16人分の遺骨のDNA鑑定をしたところ、日本人でないことが判明し、残る遺骨についても約600人分が日本人でない可能性があるということを認めたが、厚労省はNHKが調査報道でこの事実を明らかにするまで公表しなかった。取り違えの疑いを14年前に把握しながら、ロシア側と協議せず事実上放置していたため信頼関係を損ねたとして日本の遺骨調査団の派遣がロシア側の意向で中止になった。

### 日本国内での追悼
全国抑留者保障協議会（全抑協）などが2003年に始めた「追悼の集い」が千鳥ケ淵戦没者墓苑で毎年8月23日続いている。終戦後の抑留による犠牲者と戦没者の違いを強調する意味もあり、全国戦没者追悼式（終戦の日の8月15日開催）とは別に、スターリンが抑留命令を出した8月23日に開いている。

### 現地慰霊碑
厚生労働省の事業により、抑留された各地に小規模な慰霊碑の建立が進められている。

#### ロシア
- エラブガ（2000年）
- クラスノヤルスク （2000年）
- チェルノゴルスク（2001年）
- ニジニ・タギル（2001年）
- ケメロボ（2006年）
- ノボシビルスク（2007年）
- ビイスク（2007年）
- オレンブルク（2008年）
- アルチョーム（2010年）

#### ウズベキスタン共和国
- タシケント（2003年）

#### ジョージア
- トビリシ（2010年）

#### トルクメニスタン
- トルクメンバシ

## 被害者・関連団体
- 全国抑留者補償協議会（全抑協 1979年結成、シベリア特措法成立と会員の高齢化により2011年5月解散）
- 近畿地区シベリア抑留者未払い賃金要求の会
- 財団法人全国強制抑留者協会
- 引揚を記念する舞鶴全国友の会

## 抑留者による記録
当事者による手記（小説は除く）
- 石原吉郎『望郷と海』（1997年、筑摩書房） ISBN 9784480083593
- 伊藤政夫『マホルカ - シベリア抑留記』（2002年、文芸社） ISBN 9784835539515
- 井戸邊正則『シベリヤヤポンスキーサルダート』（2007年、文芸社） ISBN 9784286032665
- 乾常美『捕虜の文化』（所収『捕虜体験記（3）ウラル』以西篇』ソ連における日本人捕虜の生活体験を記録する会編、平文社、1984年(初版)、1998年(重版)）
- 井上三次郎『地獄のシベリア抑留記』（2010年、文芸社） ISBN 4286085600
- 今川順夫『私のシベリア抑留 地獄の記録 - 負けてたまるかの奮闘記』（2011年、岐阜新聞社） ISBN 9784877971663
- 内村剛介『生き急ぐ：スターリン獄の日本人』（1967年、講談社 / 講談社文芸文庫） ISBN 4061982605
- 宇野宗佑『ダモイ・トウキョウ』（1982年、シベリア抑留叢書）
- 蝦名熊夫著・蝦名賢造編纂『シベリア捕虜収容所 四年間の断想 死の家の記録』（1989年、西田書店）
- 大塚茂『ダモイの道は遠かった』（1995年、国書刊行会） ISBN 9784336037282）
- 小川護『私のシベリヤ物語 - 捕虜生活三年間の青春』（2011年、光人社NF文庫） ISBN 4769827121
- 川越史郎『ロシア国籍日本人の記録 - シベリア抑留からソ連邦崩壊後まで』（1994年、中公新書） ISBN 4121011732
- 川島一芳『シベリア抑留の軌跡 - 私にとっての戦争』（2000年、文芸社） ISBN 9784835501543
- 川堀耕平『カラガンダ第八分所 - 中央アジア抑留記』（2008年、溪水社） ISBN 9784863270190
- 草地貞吾『地獄遍路』（1958年、日刊労働通信社シベリヤ叢書）
- 後藤治夫『シベリア抑留記 - 奥三河の山里から』（2005年、春風社） ISBN 9784861100543
- 後藤敏雄『シベリア、ウクライナ私の捕虜記』（1985年、国書刊行会） ISBN 9784336022516
- 斎藤邦雄『シベリヤ抑留兵よもやま物語 - 極寒凍土を生きぬいた日本兵』（1987年、光人社NF文庫） ISBN 9784769825067
- 坂間文子『雪原にひとり囚われて - シベリア抑留10年の記録』（1975年、講談社）
- 佐藤千一『シベリアさすらいの記 一抑留兵の体験記』（1993年、日本図書刊行会） ISBN 978-4773317688
- 佐藤友治『朝が来て知る捕虜の命 - シベリア抑留生活千余日』（2002年、文芸社） ISBN 9784835543055
- 佐野巌『シベリア抑留1000日 - ある日系二世の体験記』（1999年、彩流社） ISBN 9784882025955
- 坂本義和 (社会運動家)『ラーゲリ物語』（2000年、みるめ書房）
- 信田守夫『シベリア捕虜紀行』（2006年、文芸社） ISBN 9784286011295
- 新宮富士郎『大陸の孤島 - シベリア抑留記』（2008年、文芸社） ISBN 9784286041711
- 杉本四郎『シベリア抑留の思い出記』（2011年、文芸社） ISBN 9784286100517
- 鈴木祥蔵『シベリア捕虜収容所「ラーゲル」の中の青春 - 一学徒兵五十五年目の回想』（1999年、明石書店）
- 鈴木良男『遥か青春シベリア』（1995年、共和印刷企画センター）
- 宗前鉄男『北斗の下で - 私のシベリア物語』（2010年、東京図書出版会） ISBN 9784862233981
- 平和祈念事業特別基金 (編)『シベリア慰霊訪問記』與田純次 他多数（1994年、1997年、1998年、平和祈念事業特別基金編）
- 全国強制抑留者協会 (編)『シベリア強制抑留者が語り継ぐ労苦（抑留編）』寺田新次郎 (1991年、平和祈念事業特別基金〈平和の礎第12巻〉)
  - 増補版 全国強制抑留者協会『平和の礎 : シベリア強制抑留者が語り継ぐ労苦』 (1993年、全国強制抑留者協会)
- 高木啓太郎『シベリア抑留記 お陽さんぽつんと赤かった』（1983年、サン文庫）
- 高杉一郎『極光のかげに - シベリア俘虜記』（1950年、岩波文庫） ISBN 4003318315
- 竹田正直『酷寒シベリヤ抑留記 - 黒パン三五〇グラムの青春』（2001年、光人社NF文庫） ISBN 9784769823063
- 棚橋嘉信『東京ダモイ - 日本に帰る』（1997年、日本図書刊行会） ISBN 9784890391844
- 中村信一『ウラジオストック物語 - シベリア抑留体験記』（2004年、新風舎） ISBN 9784797442854
- 西尾康人『凍土の詩 - シベリア抑留八年、爪で書いた記録』（1995年、早稲田出版） ISBN 9784898271636
- 西本諦了『命めぐまれ、今を生きる - シベリア・ウクライナ抑留記』（2002年、文芸社） ISBN 9784835533100
- 新田直人『シベリアの歌 - 続シベリア抑留体験記』（1987年、シベリア抑留者友の会） ISBN 9784897500225
- 萩原金八『俘虜記 - シベリアの詩』（2004年、文芸社） ISBN 9784835570037
- 古川和夫『試練の八年間 - シベリア抑留』（2008年、文芸社） ISBN 9784286039954
- 穂苅甲子男『シベリア俘虜記 - 兵士の過酷なる抑留体験』（2009年、光人社NF文庫） ISBN 9784769826200
- 松井功『青春を埋めた初年兵の抑留記』（1995年、近代文芸社） ISBN 9784773347623
- 三浦庸『シベリヤ抑留記 - 一農民兵士の収容所記録』（1984年、ちくま文庫） ISBN 978-4480024824
- 皆川太郎『ダモイ - シベリアからの帰還』（2006年、光陽出版社） ISBN 9784876624201
- 村山常雄『シベリアに逝きし人々を刻す ソ連抑留中死亡者名簿』（2007年、プロスパー企画） ISBN 9784861800214
- 村山常雄『シベリアに逝きし46300名を刻む ソ連抑留死亡者名簿をつくる』（2009年、七つ森書館） ISBN 9784822809966
- 森野勝五郎著・森野忠編纂『遺稿 我が抑留記』（2002年、文芸社） ISBN 9784835535661
- 森本良夫『シベリア俘虜記 - 死と絶望からの帰還』（2001年、春秋社） ISBN 9784393436202
- 山川速水『ラーゲルの軍医 - シベリア捕虜記』（1984年、北風書房） ISBN 4795232245
- 山下静夫『画文集 シベリア抑留1450日・記憶のフィルムを再現する』（2007年、デジプロ） ISBN 9784490206135
- 山本喜代四『シベリヤ抑留記 - 21世紀を拓く青少年たちへの伝言』（1999年、元就出版社） ISBN 9784906631445
- 勇崎作衛『画文集 キャンバスに蘇るシベリアの命』（2010年、創美社） ISBN 9784420310444
- 渡邉雅彬『ダモイの虹』（2004年、新風舎 / 2009年、文芸社） ISBN 9784286072555

## ユネスコ記憶遺産

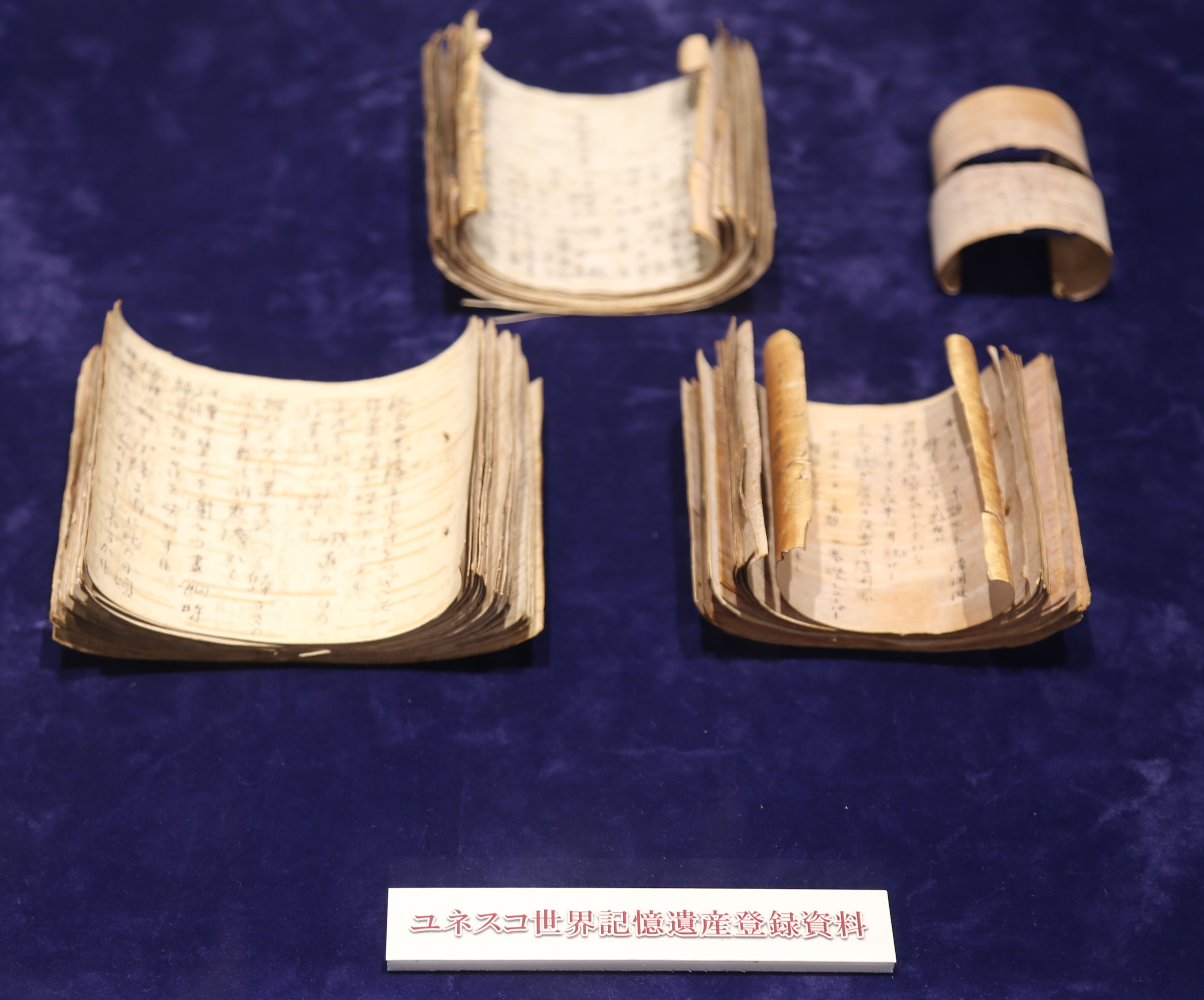
シベリア抑留者が白樺の皮に書いた日誌（「白樺日誌」、舞鶴引揚記念館）

舞鶴引揚記念館に収蔵するシベリア抑留と引揚関係資料570点が『舞鶴への生還 1945-1956 シベリア抑留等日本人の本国への引き揚げの記録』として2015年（平成27年）10月10日、国際連合教育科学文化機関の「世界の記憶（ユネスコ記憶遺産)」に登録された。
同館に資料を寄贈した木内信夫、安田清一は日本初の生存作家となった。

## シベリア抑留に関連する作品
小説
- ソルジェニーツィン『収容所群島』（1973年 - 1975年）
- 山崎豊子『不毛地帯』（1976年 - 1978年、新潮社 / 新潮文庫） ISBN 9784101104409
- 胡桃沢耕史『黒パン俘虜記』（1983年、文藝春秋 / 文春文庫）第89回直木賞 ISBN 9784167402013
- 相沢英之『タタァルの森から』（1992年、米子今井書店） ISBN 9784896780130
- 村上春樹『ねじまき鳥クロニクル』（1994年 - 1995年、新潮社 / 新潮文庫）
- 鏑木蓮『東京ダモイ』（2006年、講談社 / 講談社文庫）第52回江戸川乱歩賞 ISBN 9784062764407
- 井上ひさし『一週間』（2010年、新潮社） ISBN 9784103023302

ノンフィクション
- 端野いせ『未帰還兵の母』（1974年、新人物往来社）
- 端野いせ『岸壁の母』（1976年、新人物往来社）
- 辺見じゅん『収容所から来た遺書』（1989年、文藝春秋）第11回講談社ノンフィクション賞・第21回大宅壮一ノンフィクション賞 ISBN 9784167342036 - シベリアに抑留された山本幡男の実話を基に執筆
- 村尾靖子『クラウディア 奇蹟の愛』（2003年、海拓舎） ISBN 9784907727314 ※テレビドラマ『遙かなる約束』および戯曲『クラウディアからの手紙』の原案
- 松本宏『告発 シベリア抑留 - 国民に隠された真相』（2004年、碧天舎） ISBN 4883465012
- 辺見じゅん『ダモイ 遥かに』（2008年、メディアパル） ISBN 9784896100839
- 畑谷史代『シベリア抑留とは何だったのか - 詩人・石原吉郎のみちのり』（2009年、〈岩波ジュニア新書〉） ISBN 9784005006182
- 村尾靖子『クラウディアの祈り』（2009年、ポプラ社） ISBN 9784591108536
- 小柳ちひろ『女たちのシベリア抑留』 (2019年、文芸春秋)

写真集
- 新正卓『沈黙の大地/シベリア』（1995年、筑摩書房）

絵本
- 安田清一 絵・文『絵本シベリア物語』（2007年、光村印刷〈Bee books〉）
- 村尾靖子・小林豊『クラウディアのいのり』（2008年、ポプラ社） ISBN 9784591104071
- 井上こみち『氷の海を追ってきたクロ』（2010年、学習研究社） ISBN 4052032810
- 神津良子・北野美子『氷海のクロ - シベリア抑留（語り継ぐ戦争絵本シリーズ）』（2011年、郷土出版社） ISBN 4863751117

戯曲
- 浅利慶太『ミュージカル異国の丘』（劇団四季）
- まきりか『音楽劇 君よ生きて』
- 鐘下辰男『クラウディアからの手紙』

漫画
- 滝沢聖峰『幻の豹 The panther in Ukraina 1950』（1995年、大日本絵画） ISBN 9784499226479
- 本宮ひろ志『国が燃える』（2003年 - 2006年、集英社・ヤングジャンプコミックス） - 主人公の本多勇介が抑留された。
- おざわゆき『凍りの掌』（2012年、小池書院） ISBN 9784862258311 - 著者が実父のシベリア抑留体験を基に執筆

歌曲
- 『異国の丘』（1948年、作詞：増田幸治、補詞：佐伯孝夫、作曲：吉田正、歌：竹山逸郎、中村耕造など）
- 『岸壁の母』（1954年・1972年、作詞：藤田まさと、作曲：平川浪竜、歌：菊池章子、二葉百合子など）

映画
- 『異国の丘』（1949年、制作：新東宝、監督：渡辺邦男、脚本：渡辺邦男・北沢誠）出演：花井蘭子・上原謙・大日方伝
- 『帰国（ダモイ）』（1949年、制作：東宝・佐藤一郎、監督：佐藤武、脚本：岸松雄）出演：堀雄二・池部良・藤田進・山口淑子
- 『私はシベリヤの捕虜だった』（1952年、制作：東宝、監督：阿部豊・志村敏夫、脚本：沢村勉）出演：北沢彪・土屋嘉男
- 『岸壁の母』（1976年、制作：東宝、監督：大森健次郎、原作：端野いせ、脚本：村尾昭）出演：中村玉緒・江藤潤
- 『ラーゲリより愛を込めて』（2022年、制作：東宝、監督：瀬々敬久、原作：辺見じゅん、脚本：林民夫）出演：二宮和也

ラジオ番組
- 『戦後三十年　日本人を育てた歌』[111]（1975年、民放ラジオ53社）出演：端野いせ（『岩壁の母』）、吉田正、笠置シズ子

テレビドラマ
- 『岸壁の母』（1977年、TBS / 松竹）出演：市原悦子・大和田獏
- 『収容所（ラーゲリ）から来た遺書』（1993年、フジテレビ）主演：寺尾聰
- 『遥かなる約束 〜50年の時を越えた運命の愛〜』（2006年、フジテレビ）主演：阿部寛・黒木瞳

絵画
- 香月泰男「シベリア・シリーズ」 - 自身の抑留体験を基に描いた作品群

その他
- 太田三郎 (芸術家)

## カザフ・ウズベク・キルギスなどソ連邦内における抑留と労苦

### カザフ抑留
ソ連政府による抑留で、ソ連を構成する15共和国の一つで極寒のカザフ・ソビエト社会主義共和国(現カザフスタン)には日本軍を含む約5万9000人の日本人らが抑留された(カザフ労苦、カザフ抑留)。各地のラーゲリ（強制収容所）に送致、抑留され、都市建設や鉄道建設、農場労働、鉱山労働など様々な強制労働を課せられた。カザフスタンで最も日本人が抑留されたのが中部に位置するカラガンダ州で、カザフスタンに強制連行された日本人の半数以上にあたる約3万4千人が抑留された。日本人抑留者らが建設した中で、今も使われているカラガンダの劇場リェットニー・テアトル（夏の劇場）、博物館となった女子収容所「祖国への裏切り者の妻アクモラ（改名後の現首都アスタナ）収容所(祖国の裏切り者の妻のためのアクモル収容所。略称アルジール)」跡、旧国会議事堂(現カザフ英国技術大学)、カザフスタン科学アカデミー、アルマティ郊外の水力発電所パイプライン、ジェスカズガンの火力発電所、クズィルオルダのダム、アルマトイの街中にある公園の慰霊碑がある。
日本側が把握する元カザフ抑留者の中で、1954年の抑留解放後も現地に残り存命だった最後の一人阿彦哲郎さんが2020年に死亡した。阿彦さんは、自身の人生を描いた劇の上演に合わせて、2017年に来日し、東京都港区のカザフスタン大使館で関係者と交流した。阿彦さんは「日本とカザフスタンの両国を愛している」と強調。「（高齢になり）日本に来るのは、これが最後になるだろう」と話していた。
5万9000人の日本人うち3000余人がカザフスタン抑留中に亡くなったものの、2023年時点で遺骨が収容出来たのは1割に満たない。

### ウズベク抑留
同じくソ連構成国のウズベク・ソビエト社会主義共和国(現ウズベキスタン)には約2万5000人の日本人抑留者が送られた(ウズベク抑留)。抑留された日本人が建設したことでウズベク人にも有名なナヴォイ劇場がある。逆にウズベク内の水力発電所や工場、学校の建設など抑留日本人が携わったことが忘れられたものも数多くある。
ウズベキスタンの首都タシュケントには、日本人抑留者の墓地「タシュケント抑留日本人墓地」がある。
平成28年1月20日に安倍晋三内閣総理大臣が、総理官邸において、1998年にウズベキスタン日本人抑留者資料館を開館した館長で訪日中のジャリル・スルタノフ（Mr.Jalil SULTANOV, Memorial Exposition Museum of the Japanese Citizen’s Sojourn in Uzbekistan in 1940s.）の表敬を受けている。彼は元技師であり、幼少期に友人の父親から日本人抑留者のことを「遠くの国から連れて来られたにもかかわらず勤勉だった」と聞かされて日本人に興味を持ったこと、技師となった際に日本人の技術の高さにも魅せられたこと、日本人への感謝を語っている。2003年に住民を調査したドキュメンタリー映画を自主制作したり、発見されていなかった日本人抑留者よる建築物の発見活動もしている。

### キルギス抑留
ソ連によって、構成国キルギス・ソビエト社会主義共和国に終戦後の日本軍人が1946年5月に強制的に連れてこられた。中央アジアのキルギス東部にある湖畔の村タムガで、療養所として使われる建物は、元日本兵ら125人が2年がかりでつくったものである。この石とコンクリート製の療養所建設労役には125名が従事させられた。与えられた食事は、1日350グラムの黒パンと乾燥野菜だけであり、氷点下でも藁の上に寝させられた。把握されているキルギス抑留125人は1948年に舞鶴港（京都府）に帰国した。このうちの1人である男性は過酷な環境の中だったとし、「みな土木作業は素人だったが、日本へ帰りたい一心で仕事をした」と語っている。
2007年にシルクロード探検市民団体代表の長沢法隆がキルギス抑留の事実を知り、資料収集中にこの男性と知り合いになり、他の元日本兵らとともに協力するようになった。長沢が現地タムガを訪れると、シベリア抑留日本人らが手がけた建物は修復を重ね、療養所として使われていた。そして、タムガ現地で「日本人はまじめで働き者」との印象が現地で語り継がれていた。元日本兵ら125人が2年がかりでつくったものである同療養所の一室に2010年9月中旬から、元日本兵の写真や手記、現地の住人も含めたインタビューを撮影したDVDなど約200点を展示する「キルギス平和センター」がオープンした。
1948年に日本に帰国出来た男性は平成25年に「タムガ村600日　キルギス抑留の記録」を新潟日報事業社から出版した。平成27年3月14日新発田市立図書館3階会議室で講演が行われた。
2023年11月3日、新発田市を訪れたキルギスのオソエフ・エルキンベック駐日大使が、戦後ソ連政府によってキルギスに抑留された日本人男性宅を訪問し、仏壇を前に慰霊した。

## ソ連外での抑留(衛星国)

### モンゴル抑留
1945年8月に旧満州などソ連に支配された地域で捕虜となった約60万人の日本人のうち約1万2千人がソ連経由で衛星国であるモンゴル人民共和国に連行された。彼らは1945年からソ連の衛星国モンゴル人民共和国首都ウランバートルなどで過酷労働や厳寒、飢え、感染症で多数が死に至る強制労働に従事させられた。日本政府は約1600人の死亡確認しており、遺骨収集事業で約1500柱を回収したが、未だに詳細不明の人も残っている。2001年のモンゴル国現地に日本人死亡者慰霊碑が建設された。